# Corfitz Ulfeldt
Corfits Ulfeldt (1606-1664) foi um estadista dinamarquês. Era o filho do chanceler Jacob Ulfeldt. Após uma meticulosa educação no exterior, concluída em um ano sob Cesare Cremonini em Pádua, ele voltou para a Dinamarca em 1629 e rapidamente ganhou a simpatia de Christian IV. Em 1634 foi nomeado Cavaleiro da Ordem do Elefante, em 1636 tornou-se Conselheiro de Estado, em 1637 o governador de Copenhague, e em 1643, o Senhor Tesoureiro. É vulgarmente conhecido e reconhecido como o vilão mais famoso da história dinamarquesa.